# Wierzchownia (województwo dolnośląskie)
Wierzchownia – wieś w Polsce położona w województwie dolnośląskim, w powiecie głogowskim, w gminie Pęcław.

## Podział administracyjny
W latach 1975–1998 miejscowość administracyjnie należała do województwa legnickiego.

## Zabytki
Do wojewódzkiego rejestru zabytków wpisany jest zespół dworski z XVIII/XIX w.:
- dwór
- park[4].